# Базова ставка банку
Базова ставка банку — річна відсоткова ставка банку, яку він визначає як розмір плати у відсотках за різноманітні види його кредитів. Залежно від ступеня ризику відбувається коливання всіх інших ставок навколо значення базової. Із зростанням ризику збільшується премія. У ряді випадків кредит видається за ставкою, нижчою від базової.